# 香港中文大學專業進修學院

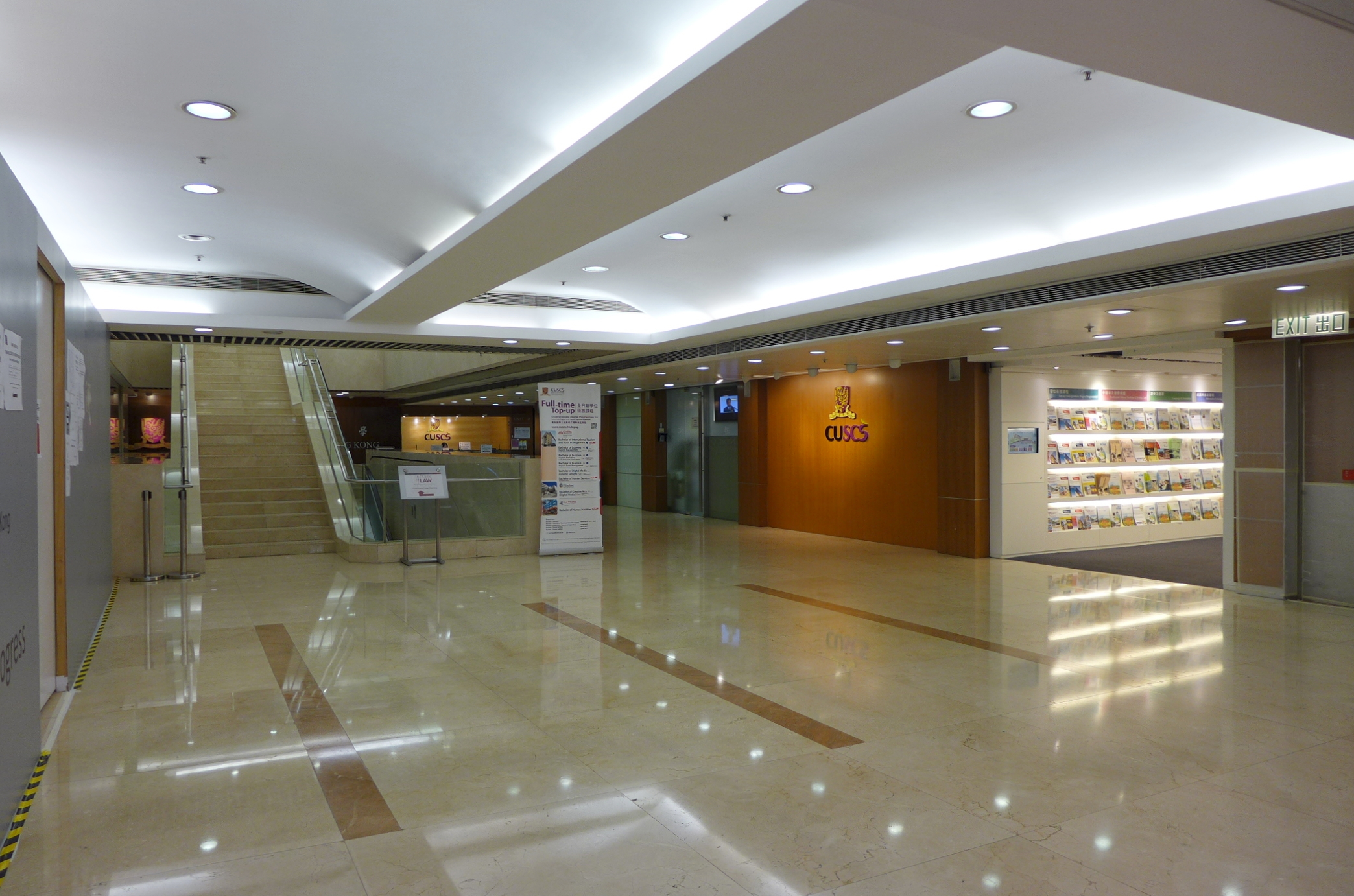
香港中文大學專業進修學院於美國銀行中心校舍

香港中文大學專業進修學院，簡稱CUSCS，（英語：School of Continuing and Professional Studies, The Chinese University of Hong Kong）原由香港中文大學於1965年成立校外進修部，在1994年易名為香港中文大學校外進修學院，並於2006年易名為香港中文大學專業進修學院。

## 學院簡介
香港中文大學於1965年成立校外進修部，1994年易名為香港中文大學校外進修學院，並於2006年更名為香港中文大學專業進修學院。學院秉承服務社會、提供優質持續專業教育的使命，配合香港發展步伐及不同行業人士的進修需求，課程日趨多元化。
學院的課程大致分為兩大類：短期課程及學歷課程。短期課程一般為期二至四個月，不設特定入學要求，主要為個人興趣或增值而設。學院自1979年開辦學歷課程，提供證書、文憑、高等文憑及專業文憑等課程。學歷課程通常設基本入學要求，課程設計亦依循大學本部要求，以保證素質。
學院提供的學科範圍廣泛，包括藝術及設計、人文學科、創意媒體、音樂、商業及管理、會計及財務、社會科學、應用科學、語文、醫療保健、資訊科技及科技管理和自然及環境學。這些課程為就讀人士提供學歷及專業資格，以助他們提升有關知識及技能。
為支持香港特別行政區政府推廣高等及專上教育，學院自2002年起開設多項高級文憑課程，供中學畢業生報讀。於2014-15學年，學院推出一年全日制基礎教育文憑課程，為中學文憑試畢業生提供另一升學途徑。
學院也因應內地、澳門或香港公私營機構的需要，籌辦各類型在職培訓課程，曾開辦的課程有中英文書信寫作及會話、資訊科技、中國商務、行政管理、學校管理、雙語教學、新聞傳播、會計、法律、公共行政、城市規劃、風景園林設計及管理、危機管理及談判技巧、心理學、正面管教、醫療管理、營養及保健產品等。學院的課程無論在設計或學術水平方面，均獲一致好評。
學院在財政上自負盈虧，教務與發展政策則由香港中文大學的教務會副學位、專業及持續教育課程委員會、教務籌劃委員會及教務會監察。

## 行政人員

### 管理層
院長
- 伍文亮博士

副院長及課程總監（專業及持續教育）
- 麥敬堂博士

## 課程

### 高級文憑課程

#### 管理與傳訊
- 康樂及休閒事務管理
- 公關及廣告

#### 多媒體與資訊科技
- 多媒體及創意廣告
- 電腦遊戲開發

#### 語文與歷史
- 中文
- 英文
- 應用日語
- 應用韓語
- 應用翻譯
- 應用歷史學
- 手語及雙語研究

#### 健康與社會服務
- 健康護理
- 社會工作
- 幼兒教育

### 自資非本地銜接學位
- Flinders University: Bachelor of Creative Arts (Digital Media)

## 收生情況
根據自資專上教育委員會及傳媒的資料，以下是該校全日制大專課程的實際收生人數。
| 學年    | 銜接學位 | 高級文憑 | 收生總數 | 備註 |
| ------- | -------- | -------- | -------- | ---- |
| 2012/13 | 163      | 1,410    | 1,573    |      |
| 2013/14 | 295      | 979      | 1,274    |      |
| 2014/15 | 387      | 1,171    | 1,558    |      |
| 2015/16 | 220      | 1,074    | 1,294    |      |
| 2016/17 | 134      | 884      | 1,018    |      |
| 2017/18 | 92       | 763      | 855      |      |
| 2018/19 | 64       | 906      | 970      |      |
| 2019/20 | -        | 821      | 821      |      |
| 2020/21 | -        | 751      | 751      |      |

## 學術聯繫
學院自1988年起與校外專業學會╱機構、海外及內地著名大學合辦多元化的學歷課程，課程包括：
- 課程與教學論（對外漢語教學）碩士

（與北京語言大學合辦）
- 創意藝術學士 （页面存档备份，存于）（數碼媒體）

（與澳洲弗林德斯大学合辦）
學院也與香港中文大學各院系積極合作，包括：
- 文學院 — 中國語言及文學系、藝術系、語言學及現代語言系、崇基學院神學院、手語及聾人研究中心、文化及宗教研究系之道教文化研究中心

- 工商管理學院 — 會計學院、財務學系、管理學系、市場學系

- 工程學院 — 創新科技中心

- 醫學院 — 麻醉及深切治療學系、那打素護理學院、兒科學系、外科學系、中醫學院

## 地址
學院總辦事處
地址：九龍尖沙咀漆咸道南39號鐵路大廈6樓
教學中心及報名中心
- 中環夏慤道12號美國銀行中心1 樓 A

（港鐵中環站 J3 出口或金鐘站 B 出口）
- 尖沙咀加連威老道98號東海商業中心300A室、308室及地庫1樓01室

（港鐵紅磡站 D1 出口或 尖東站 P2 出口）
- 尖沙咀漆咸道南67號安年大廈8 樓、13 樓、14 樓、17 樓

（港鐵尖沙咀站 B2 出口或尖東站 P3 出口）
- 將軍澳翠林邨 （欣林樓對面）

（港鐵寶琳站C出口轉乘專線小巴15M或17M，於翠林新城下車後步行約8分鐘前往教學中心。你亦可於港鐵藍田站選乘專線小巴17號前往。）

## 外部連結
- 官方网站